# 2407 Haug
2407 Haug eller 1973 DH är en asteroid i huvudbältet, som upptäcktes 27 februari 1973 av den tjeckiske astronomen Luboš Kohoutek vid Bergedorf-observatoriet. Den har fått sitt namn efter astronomen Ulrich Haug.
Asteroiden har en diameter på ungefär 22 kilometer.